# Kishunpur
Kishunpur è una suddivisione dell'India, classificata come nagar panchayat, di 5.943 abitanti, situata nel distretto di Fatehpur, nello stato federato dell'Uttar Pradesh. 